# Станчов, Димитр
Димитр Янев Станчов (болг. Димитър Янев Станчов; 21 мая 1863, Свиштов — 23 марта 1940, София) — болгарский дипломат и политик, возглавлял 28-е правительство Болгарии в 1907 году.

## Биография
Димитр Станчов занимал пост премьер-министра страны с 12 по 16 марта 1907 года, сразу после убийства Димитра Петкова. Станчов также был министром иностранных дел в двух кабинетах, был послом в Великобритании (1908 и 1920—1921), Франции (1908—1915), Бельгии (1910—1915 и 1922—1924), Италии (1915) и Нидерландах (1922—1924).
Станчов был активным противником участия Болгарии в Первой мировой войне, за что был временно отстранён от дипломатической работы.
С 1925 по 1929 год Станчов возглавлял Олимпийский комитет Болгарии.

## Награды
- Орден «За гражданские заслуги» (1894)
- Орден Белого орла (Российская империя, 1907)